# Andrea Hanáčková
Andrea Hanáčková (* 25. března 1972 Kroměříž) je česká politička, divadelní teoretička a publicistka a vysokoškolská pedagožka, od roku 2018 zastupitelka Statutárního města Olomouc, členka hnutí STAN, v letech 2023 až 2025 prorektorka pro komunikaci a studentské záležitosti Univerzity Palackého v Olomouci.

## Život
Vystudovala divadelní vědu na Filozofické fakultě Masarykovy univerzity a dlouhá léta pracovala jako rozhlasová dokumentaristka na volné noze. Je autorkou rozhlasových dokumentů a kulturně publicistických pořadů pro Český rozhlas. Od roku 2005 působí na Filozofické fakultě Univerzity Palackého v Olomouci, a to jako docentka Katedry divadelních a filmových studií (v letech 2020–2023 působila jako vedoucí katedry). Od února 2023 do dubna 2025 na olomoucké univerzitě zastávala pozici prorektorky pro komunikaci a studentské záležitosti.
Andrea Hanáčková žije ve městě Olomouc, a to konkrétně v části Nová Ulice. Je vdaná, má tři děti. Angažuje se ve vesnickém spolku Crhovská chasa, který pečuje o místní krajinu a společenský život.

## Politické působení
V komunálních volbách v roce 2018 byla zvolena zastupitelkou města Olomouc, a to jako nestraník za hnutí STAN na kandidátce subjektu „PIRÁTI A STAROSTOVÉ“. Jako zastupitelka se věnuje především oblastem kultury, vzdělávání, ale i občanské participaci. Ve volbách v roce 2022 byla z pozice členky hnutí STAN lídryní společné kandidátky hnutí STAN a Zelených a tudíž i kandidátkou na post olomoucké primátorky. Do zastupitelstva byla zvolena, kandidátka ovšem jen těsně překročila 5 % hranici nutnou pro vstup do zastupitelstva.
Ve sněmovních volbách v roce 2025 kandiduje ze 17. místa kandidátní listiny hnutí STAN v Olomouckém kraji.